# Liebeslieder
Ne doit pas être confondu avec Liebeslieder (Strauss).
Les Liebeslieder sont deux cycles de lieder pour quatre voix et piano à quatre mains de Johannes Brahms composés en 1869 et 1874. Le quatuor vocal est utilisé de façon différente au gré du compositeur. Certaines pièces se déroulent complètement à quatre voix ; d'autres opposent une voix aux trois autres ou deux à deux ; d'autres encore sont écrites pour deux parties ou une voix solo.

## Liebeslieder Walzeropus 52
1. Rede, Mädchen, allzu liebes.
2. Am Gesteine rauscht die Flut
3. O die Frauen (Tenor et Basse)
4. Wie des Abends schöne Röte (Soprano et Alto)
5. Die grüne Hopfenranke
6. Ein kleiner, hübscher Vogel
7. Wohl schön bewandt war es (Soprano ou Alto)
8. Wenn so lind dein Augen mir
9. Am Donaustrande
10. O wie sanft die Quelle
11. Nein, est ist nicht auszukommen
12. Schlosser auf, und mache Schlösser
13. Vögelein durchrauscht die Luft (Soprano et Alto)
14. Sieh, wie ist die Welle klar (Tenor et Basse)
15. Nachtigall, sie singt so schön
16. Ein dunkeler Schacht ist Liebe.
17. Nicht wandle, mein Licht  (Tenor)
18. Es bebet das Gesträuche

## Neue Liebesliederopus 65
1. Verzicht, o Herz, auf Rettung
2. Finstere Schatten der Nacht
3. An jeder Hand die Finger (soprano)
4. Ihr schwarzen Augen (basse)
5. Wahre, wahre deinen Sohn (alto)
6. Rosen steckt mir an die Mutter (soprano)
7. Vom Gebirge Well auf Well
8. Weiche Gräser im Revier
9. Nagen am Herzen fühl ich (soprano)
10. Ich kose süß mit der und der (ténor)
11. Alles, alles in den Wind (soprano)
12. Schwarzer Wald, dein Schatten
13. Nein, Geliebter, setze dich (soprano et alto)
14. Flammenauge, dunkles Haar
15. Zum Schluss : Nun, ihr Musen, genug